# Municipio de Shady Grove (condado de Searcy)
El municipio de Shady Grove (en inglés: Shady Grove Township) es un municipio ubicado en el condado de Searcy en el estado estadounidense de Arkansas. En el año 2010 tenía una población de 189 habitantes y una densidad poblacional de 2,86 personas por km².

## Geografía
El municipio de Shady Grove se encuentra ubicado en las coordenadas 35°44′37″N 92°39′19″O / 35.74361, -92.65528. Según la Oficina del Censo de los Estados Unidos, el municipio tiene una superficie total de 66 km², de la cual 65,94 km² corresponden a tierra firme y (0,08 %) 0,05 km² es agua.

## Demografía
Según el censo de 2010, había 189 personas residiendo en el municipio de Shady Grove. La densidad de población era de 2,86 hab./km². De los 189 habitantes, el municipio de Shady Grove estaba compuesto por el 97,35 % blancos, el 0,53 % eran afroamericanos y el 2,12 % eran de una mezcla de razas. Del total de la población el 0,53 % eran hispanos o latinos de cualquier raza.